# Mats Trygg
Mats Trygg (født 1. juni 1976 i Oslo) er en norsk professionel ishockeyspiller, der spiller for  Manglerud Star i GET-ligaen. Han har tidligere spillet for og Vålerenga Ishockey ,Spektrum Flyers og Lørenskog IK i Norge, for Färjestads BK og HV71 i den svenske  Elitserien og for Iserlohn Haner, Kölner Haie og Hamburg Frysere i Deutsche Eishockey Liga (DEL). Han er kendt for at være en offensiv forsvarer.
Han har også været en fast spiller på  det norske landshold. Siden debuten på A-landsholdet i  B-verdensmesterskabet 1998 har han deltaget i 14  Verdensmesterskabsturneringer og 2  Olympiske turneringer for Norge. Han har spillet i alt 112 officielle landsholdskampe og er den største målscorer blandt norske forsvarere gennem tiderne med 66 point (23 mål og 43 assists).
Han er tvillingebror til Marius Trygg og storebror til Mathias Trygg, der begge spiller for Manglerud Star